# Alteromonadaceae
Alteromonadaceae é uma família de bactérias gram-negativas da ordem Alteromonadales e filo Proteobacteria. A família foi descrita em 2001 para agrupar os gêneros Alteromonas, Pseudoalteromonas, idiomarina e Colwellia, sendo emendada em 2004, com a retirada dos três últimos gêneros que passaram para famílias específicas.

## Gêneros
- Aestuariibacter
- Agarivorans
- Aliagarivorans
- Alishewanella
- Alteromonas
- Bowmanella
- Catenovulum
- Glaciecola
- Haliea
- Marinimicrobium
- Marinobacter
- Marinobacterium
- Melitea
- Microbulbifer
- Saccharophagus
- Salinimonas